# Comuna Cobasna, Stînga Nistrului
Comuna Cobasna este o comună din Unitățile Administrativ-Teritoriale din Stînga Nistrului, Republica Moldova. Este formată din satele Cobasna (sat-reședință), Suhaia Rîbnița și Cobasna (loc. st. c. f.).
Conform recensământului din anul 2004, populația localității era de 1.396 locuitori, dintre care 334 (23.92%) moldoveni, 936 (67.04%) ucraineni si 107 (7.66%) ruși.